# 傑森·馬爾基
杰森·斯科特·馬爾基（/mɑːrˈkiː/，1978年8月21日—）出生于美国纽约州曼哈塞特，是美国职棒投手，目前是自由球員。他曾效力于亚特兰大勇士、圣路易红雀、芝加哥小熊、科罗拉多落矶、華盛頓國民、亞利桑那響尾蛇、聖地牙哥教士、明尼蘇達雙城及辛辛那提紅人。
马奎斯12岁时曾在少年棒球联盟世界大赛投出过无安打比赛，并和球队一起获得第三名。他也是少数参加过世界少棒大赛和大联盟世界大赛的球员。高中时期他和球队连续获得纽约州的冠军。高中毕业後被当时的世界大赛冠军亚特兰大勇士在第一轮选中，2000年马奎斯以21岁的年纪首次登上大联盟。
从2004年起马奎斯连续六个赛季先发28场以上，并拿到11胜以上的成绩。他在2004年至2008年期间拿到的65胜在国联投手中排名第七。作为一名投手，马奎斯的打击出色，生涯迄今为止一共击出过5支全垒打，并在2005年获得过国联投手银棒奖。

## 早年生活
马奎斯出生于纽约州的曼哈塞特，并在史泰登岛度过童年生活。他的母亲在纽约市教育委员会工作，拥有教育学位，他的父亲则在布鲁克林区拥有一个支票兑现业务。马奎斯是犹太人，成长在一个保守派犹太教家庭，就读希伯来语学校，并庆祝犹太节日。“我的母亲严格按照犹太习俗来培养我们，”马奎斯说，“她的父母都是纳粹大屠杀的幸存者。”马奎斯是2008年汉克·格林伯格75周年纪念版本的大联盟犹太球员卡片的人物之一，此卡片是为了纪念从1871年以来曾进入过大联盟的犹太球员。卡片包括的球员还有布拉德·奥斯默斯、凯文·尤克里斯、伊恩·金斯勒、莱恩·布劳恩、盖比·凯普勒、斯科特·费尔曼、杰森·赫什、约翰·格拉博、克雷格·布雷斯洛、斯科特·舒恩维斯。马奎斯小时候是纽约洋基的球迷，最崇拜的偶像是唐·马丁利。从小和他关系最好的叔叔史蒂夫·贝克是他的启蒙教练，曾教他如何投球。

### 世界少棒大赛
马奎斯曾是南岸少棒队的明星球员，他在少年棒球联盟表现出色，1991年时率队获得全美第二名，并在世界少棒大赛取得第三名。
南岸队在第一轮击败了查德·潘宁顿所在的俄亥俄队，马奎斯投出了三安打完封胜，自己还击出三支安打和三分打点。他们在决赛中输给了加州队，该场比赛马奎斯打的是游击手的位置，因为少棒联盟不允许一名球员连两天上场投球。随后马奎斯在世界少棒大赛第三名的争夺战中投出了无安打比赛。“那时在那么多人面前比赛的情景让我明白了我此生应该做些什么，”马奎斯说，“我要尽我最大的努力去实现。”截止至2008年，共有31名参加过世界少棒大赛的球员进入大联盟，马奎斯是其中之一。
在马奎斯的成人礼上，他父母的礼物给了他一个惊喜——一个复制的20英尺宽、15英尺高的记分板，上面记录了当年他在世界少棒大赛对加拿大投出无安打比赛的成绩。

### 高中时期
“高一时我的身高只有5英尺2英寸，所有人都认为我太矮了，”马奎斯说，“但我总是梦想着能进入大联盟，所以我一直很努力。”到了高四时马奎斯长高到了6英尺1英寸，并且他投出的93英里快速球和曲球在高中等级几乎达到无敌的程度。他率领的托滕维尔高中连续两年获得纽约市公立校体育联盟（PSAL）的冠军。第一年决赛他们在谢亚球场以3比2击败了乔治华盛顿特罗伊队，该赛季马奎斯投出惊人的11胜0败的成绩，在61局的投球中送出86次三振。第二年他们再度在决赛中以5比1击败乔治华盛顿特罗伊队，这场在洋基体育场进行的比赛中，马奎斯投了7局完全比赛，并有15次三振，他自己还击出了一支两分打点的三垒安打。该赛季马奎斯投出14胜1败、防御率0.40、150次三振的成绩，作为打者他打击率达到4成68，还击出了11支全垒打，追平了学校单赛季纪录。
马奎斯当年获得了象征PSAL最佳棒球球员的铁马奖，以及纽约每日新闻报评选的年度最佳球员奖，并入选全美高中第一队。纽约每日新闻报的安东尼·麦卡伦认为他是“自曼尼·拉米瑞兹以来纽约市最优秀的棒球选手”，美国棒球杂志把他排在全国未来之星的第39位。高中时期他还曾打过篮球，在学习方面他是国家荣誉协会的成员。
效力于芝加哥熊的防守端锋艾德维尔·奥滚雷耶是他的高中同学。
马奎斯原本计划进入提供给他奖学金的邁阿密大學就读。在1996年大联盟选秀当天，马奎斯正在参加高中季後赛，他的母亲在家中接到了他被世界大赛冠军亚特兰大勇士在第一轮35顺位选中的电话。马奎斯十分激动，最终他选择放弃读大学，直接进入勇士队球团，签约金为60万美元。

## 小联盟时期
1996年马奎斯从新人等级的丹维尔勇士起步，这个赛季他7次登板，投出了1胜1败、防御率4.63的成绩。在23局的投球中送出24次三振和7次保送。
第二年马奎斯升上1A的马孔勇士，他投出了14胜10败、防御率4.38的成绩，其中他的14胜追平了队史单赛季纪录。他被美国棒球杂志选为勇士队第五号新秀。“他就像一个目标瞄准大联盟的球员，”球队的投手教练马克·罗斯说道，“他做得非常棒。”
1998年马奎斯升上高阶1A，当时他是卡罗莱纳联盟年纪最轻的投手。但他在丹维尔97投得并不理想，先发22场仅仅拿到2胜，还有12场吞下败投。
1999年马奎斯继续待在1A，但换成了卡罗莱纳联盟的麦尔托海滩塘鹅。他开季连续20局未失分，被美国棒球评为4月15日至21日的单周最佳球员，前六场先发仅仅失掉1分的自责分。5月10日球团将他升上2A的格林威尔勇士，并被美国棒球评为勇士球团的第六号新秀。在格林威尔期间他先发12场，投出3胜4败、防御率4.58的成绩。当年夏天马奎斯由于手肘、右肩和腹部肌肉的疼痛而不得不待在伤病名单中。
2000年马奎斯从2A起步，随後升上3A的里奇蒙勇士，6月份时升上了大联盟。

## 大联盟生涯

### 亚特兰大勇士（2000年－03年）：进入大联盟
2000年6月，勇士队把约翰·洛克降入小联盟，原因是其恐吓记者，并将马奎斯升上大联盟，当时他年仅21，是国联第十年轻的球员。6月6日在对多伦多蓝鸟的比赛中，马奎斯首次在大联盟登板，但充当是中继投手的角色，接替先发的汤姆·葛拉文。马奎斯在赛后说道：“这是一场晚上的比赛，我从未在灯光如此明亮的球场上打过球，就好像聚光灯都照在你身上一样。”7月底马奎斯被送回3A，直到9月份才再度回到大联盟。这个赛季他在大联盟登板15次，都是做为中继投手的身份出场。
2001年马奎斯成为球队的先发投手，和汤姆·葛拉文、葛瑞格·麦达克斯和凯文·米尔伍德一起组成先发轮值。该赛季由于911恐怖袭击而中断一段时间，当年他在世界少棒大赛的队友迈克尔·卡马拉塔（一名消防员）在这次袭击中不幸身亡。“当知道曾经在你身边的人离开这个世界的时候总是感到非常难过。”马奎斯说道。
作为先发投手的第一个赛季，他在两出局後得点圈的被打击率仅为1成45。球团表明马奎斯是非卖品：“他将会成为一名顶级投手，我们不可能放弃他。”2002年马奎斯出任球队的第五号先发投手。
2003年勇士队对先发轮值进行换血，引进了麦克·汉普顿、拉斯·奥尔蒂斯以及谢恩·雷诺斯，并从2A升上霍拉西奥·拉米雷斯，因此马奎斯被移至牛棚。他对球团的决定感到很失望，便要求球队将他下放至3A，使他还能成为先发投手，并让其他球团的球探能够观察他。这个赛季他在大联盟上场21次，仅有两次作为先发出场。
赛季结束后马奎斯和雷·金、亚当·温赖特一起被交易到圣路易红雀，换来J·D·德鲁和伊莱·马雷罗。多年后回头看这次交易，马奎斯说：“那时我太年轻了...这件事让我感到震惊，但同时也让我明白没有什么事情是永远的。”

### 圣路易红雀（2004年－06年）：世界大赛冠军、银棒奖
2004年马奎斯成为红雀队先发投手群中的一员，球队的投手教练戴夫·邓肯称马奎斯“总能投出令人惊艳的伸卡球，但还需要加强。”5月3日在对前东家亚特兰大勇士的比赛中，马奎斯从他的前队友葛瑞格·麦达克斯手上盗垒成功，而麦达克斯同样也盗垒成功，这是自1950年6月11日以来首次出现双方投手在同一场比赛都盗垒成功的情形。5月31日至9月4日期间马奎斯拿到了11连胜，这是自1985年约翰·图多尔以来红雀队投手的最长连胜纪录，当时图多尔也同样拿到11连胜。他还在8月24日至9月10日连续18⅓局未失分。另外他还被红雀队球员选为大联盟球员工会的代表。
这个赛季马奎斯投出生涯迄今为止最好的15胜7败、防御率3.71的成绩，138次三振也是生涯新高，并和球队一起获得了国联冠军。他的滚飞比（2.17）排名国联第二，每场先发平均用球数（104球）排名第六，胜率（.682）排名第八，胜投数（15胜）排名第九，制造双杀打数（21次）排名第十，两出局后得点圈的被打击率仍然控制在很低的数字（1成63）。
2004年世界大赛第一场马奎斯中继一局未失分，总教练托尼·拉·魯薩安排他第四场先发。马奎斯投出了系列赛中红雀先发投手最好的6局失3分的成绩，但他的对手波士顿红袜投手德瑞克·洛夫发挥更加出色，7局未失分，使得红袜以4比0的总比分赢得世界大赛冠军。
赛季结束后马奎斯代表MLB飞往日本参加全明星系列赛，他在系列赛中两次出场，主投6.2局失3分。
2005年马奎斯度过了一个起起伏伏的赛季。尽管他开季投得不错，不过随后他进入了7连败的低潮期。直到8月27日对华盛顿国民时他投出了生涯第一场完封胜。这个赛季他先发32场，主投207局，拿到了13胜14败、防御率4.13的成绩，3场完投排名国联第六，被击出的平飞球比率（17.3%）排名国联第二低，而制造的双杀打数（29次）排名全大联盟第四。季後赛中马奎斯充当中继投手，在国联冠军赛出场3次，防御率3.38。这个赛季他还获得了国联投手银棒奖。
2006年1月，马奎斯和红雀签下一年515万美元的合同，避免薪资仲裁。马奎斯开季非常顺利，7月23日还成为国联第一位拿到12胜的投手。但在下半季表现不佳，最终整季的成绩为14胜16败，防御率高达6.02，在大联盟所有投球超过162局的投手中仅低于西雅图水手的乔尔·皮内罗（防御率6.36）。他的失分（136）在大联盟所有投手中是最高的，败场数（16场）和被全垒打数（35支）则在国联是最高的。他还有两场极高失分的比赛，6月21日对芝加哥白袜主投5局失13分自责分，三周后对亚特兰大勇士主投5局失12分。马奎斯说：“显然这些苦果很难吞下去，作为球队的一员，我应该承担责任。”
马奎斯入选了该赛季季後赛红雀队的名单，但未在国联分区赛登场。之后的国联冠军赛和世界大赛他并未进入红雀队名单，红雀队最终获得了世界大赛冠军。

### 芝加哥小熊（2007年－08年）：生涯首支满贯全垒打
2006年12月，马奎斯和芝加哥小熊签下三年总价值2100万美元的合同。他穿上了萨米·索萨之前穿过的21号球衣（索萨的生涯第600支全垒打就是从马奎斯手中击出的）。
2007年5月9日马奎斯对匹兹堡海盗投出了一场3安打完封胜的比赛，其中他连续解决了前16名打者，直到第六局才被海盗队游击手唐·凯利击出一垒安打。这场比赛仅耗时2小时6分钟，马奎斯三振了5名打者，用球数为109。他的队友雅克·琼斯评价他：“他的球速很快，又极具下沉，他十分出色。”马奎斯认为自己的持续性是自己成功的关键：“整场比赛我的投手保持了一致性，我感觉我一次又一次在重复着投相同的球，我相信这就是我成功的地方。”
2007年整个赛季马奎斯投出了12胜9败、防御率4.60的成绩，完封场数（1次）排名国联第二，触身球次数（13次）排名第五，在比赛末段和比分接近时他的被打击率只有2成29。
2008年马奎斯担任小熊队的五号先发投手。尽管他往年下半季的成绩都不佳，但总教练盧·皮涅拉还是继续让他担任先发，马奎斯也没辜负教练的期望，他在8月投出了3胜1败、防御率3.90的成绩，仅次于7月份的防御率3.81，是全年第二好的单月成绩。整个赛季他投出了11胜9败、防御率4.53的成绩，特别是两出局得点圈有人时的被打击率只有1成92。在打击方面，马奎斯职业生涯首度单季击出两支全垒打，其中9月22日从纽约大都会的新秀投手乔恩·尼泽手中击出生涯首支满贯全垒打，这是自1950年底特律老虎的索尔·罗戈文以来首位犹太裔投手击出满贯全垒打。这场比赛他打回5分打点，也创下生涯新高。

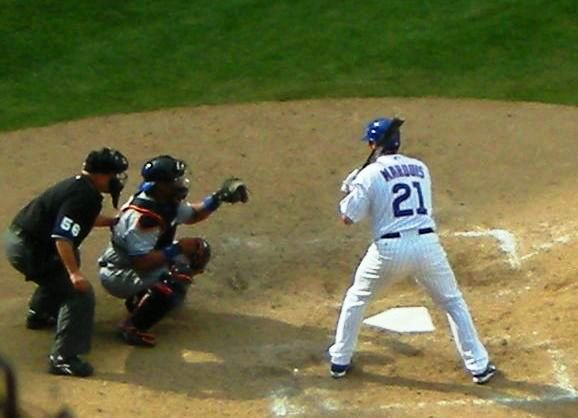
小熊队的马奎斯在打击中

这个赛季他随球队参加了季後赛，担任中继投手。他在国联分区赛第一场九局上半登板投球，被洛杉矶道奇的罗素·马丁击出一支阳春全垒打，这也是他在这个系列赛的唯一一次上场，红雀最终也负于道奇，未能晋级。

### 科罗拉多落矶（2009年）：全明星
2009年1月6日，马奎斯被小熊队送到科罗拉多落矶，交换路易斯·坎諾。落矶队的总经理丹·奥多德说：“我们喜欢他的运动精神、年龄和耐久性。”
赛季间歇期马奎斯还对他的投球姿势做了些微的改变，出手点在通过平衡点时停留时间更长，脚步也往前跨了2到3英寸，使得他能够在最高点时出手。记者们认为他的改姿势取得初步的成功，增加了滚地球比率。
2009年6月30日马奎斯投出了一场两安打无保送、17个滚地球的完投完封胜，用球数仅为86球，同时也成为国联第一个拿到10胜的投手。他封锁住了当时全联盟战绩排名第一的洛杉矶道奇的打线，以3比0击败对方的王牌投手查德·毕林斯利，其中他还打回全队3分得分中的两分。大联盟官方网站MLB.com认为这是“落矶队历史上投得最好的一场比赛”，ESPN的评论员则认为马奎斯当天是“鲍勃·吉布森、奥勒尔·赫西瑟和葛瑞格·麦达克斯三人的结合体”。
7月5日马奎斯被费城费城人总教练查理·曼紐爾选入全明星阵容，这是落矶队历史上第五位入选全明星赛的投手。“我将珍惜我未来人生的每一天。”马奎斯得知入选的消息后说。他在随后的一天对华盛顿国民投出8局无失分的比赛，拿下赛季第11胜，成为队史上第三位在全明星赛之前拿到11胜以上的投手，另两位是2003年的肖恩·查孔和2008年的亞倫·庫克。
在全明星赛赛前介绍球员的仪式上，身为前红雀成员的马奎斯得到了除红雀队球员以外现场最大的欢呼声。第九局时他在牛棚裏热身，但未能登场。他还和一同入选全明星赛的队友布拉德·霍普买了30根球棒和50件全明星赛T恤送给落矶队的球员、教练和球团工作人员。“我要让他们知道我们有多么感谢他们，是他们帮助我们进入了全明星赛。”马奎斯说。
这个赛季马奎斯制造了353次滚地球出局和28次双杀，均排名国联第二，55.8%的滚地球比率和3.53球的平均每打席用球量排名国联第三，15场胜投和15球的平均每局用球量则排名第四。他是6位2004年至09年都拿到11胜以上的投手之一，另外五位是CC·沙巴西亚、德瑞克·洛夫、尤汉·山塔纳、约翰·雷基和哈维尔·巴斯克斯。在打击方面，马奎斯得到的7分在大联盟投手中排名第三，二垒安打数（3支）和打点（8分）排名第六。
马奎斯跟随球队参加了季後赛，这是他所效力的球队连续第10个赛季进入季後赛。
赛季结束后，马奎斯成为自由球员，落矶队提供给他仲裁，但他拒绝了这份一年无保障的合同，他希望能得到一份复数年合约。据称有包括纽约大都会和费城费城人在内的多支球队对他有兴趣。

### 华盛顿国民（2010年－11年）
2009年12月22日，马奎斯和华盛顿国民签下两年1500万美元的合约。

### 亞利桑那響尾蛇（2011年）
2011年7月31日，华盛顿国民將马奎斯交易至亞利桑那響尾蛇換得小聯盟內野手扎克·沃爾特斯。

## 球風

### 投球
马奎斯是一位滚地球型投手，极度依赖他的伸卡球。他出手比其他绝大多数投手重，因此球的位移比较大，球多数进入好球带的下半部，造成打者击成滚地球。滑球也是他的主要应用球种。另外他的曲球和变速球也有一定水准。

### 打击和跑垒
马奎斯是投手中打击较为出色的一个，有时还会被教练安排代打出场。他跑垒的速度快，所以有时会上场代跑。大联盟官网的记者约翰·施莱格尔（John Schlegel）曾写道：“看看马奎斯的打击练习，你感觉看到的是一个强力左打者，你可以看到他常将球扫到全垒打墙之外。再看看他往一垒跑的速度，就像一个外野手或是一个线卫，你实在无法想像他是一个投手。”

## 家庭
马奎斯和他的妻子黛比拥有三个孩子。